# Safranine

Structuur van safranine, C20H19ClN4

Safranine is een basische, rode kleurstof voor microscoopcoupes.
Safranine kleurt keratine.

## Toepassingen
Safranine wordt gebruikt om te kijken of een bacterie gram-positief of gram-negatief is. Bij eerdere ontkleuring door alcohol/aceton kan men na toevoeging zien dat de gram-positieve bacteriën blauw-paars blijven en dat de gram-negatieve rood gaan kleuren.

## Soorten
- Safranine-O
- Safranine-T